# Carmelo Torres
Carmelo Torres Fregoso, nome legale di Bernardo del Carmen Fregoso Cázares (La Barca, 16 luglio 1927 – Caracas, 29 gennaio 2003), è stato matador di tori, oltre che industriale, giornalista, scrittore, patrocinatore e produttore televisivo messicano.
Secondo i documenti ufficiali nacque a La Barca Jalisco il 16 di luglio del 1927 nonostante alcune fonti vicine a lui affermano che nacque nel 1924. Visse in Italia tra il 1951 e il 1952 per cui parlava un perfetto italiano.Il matador Carmelo Torres visse nei primi anni '50 a Genova, durante il quale fu intervistato dalla giornalista Gloria Angeli Dal 1952 visse in Venezuela. È menzionato in molte occasioni nell'enciclopedia Los Toros di José Maria Cossío, volumi IV, VI e XI, pubblicata dalla casa editrice Espasa Calpe. Prende la alternativa in Barranquilla (Colombia) nel 1949 toreando per l'ultima volta nel 1986 in Ciudad Nezahualcoyotl (Messico), fu considerato in quel momento il matador di tori in attività con la più lunga carriera mondiale (probabile record mondiale di 37 anni d'attività ininterrotta), fratello del celebre compositore messicano-statunitense Teddy Fregoso e zio dell'affermato cantante Nathaniel del complesso statunitense The Blood Arm. Morì a Caracas in Venezuela il 29 di gennaio del 2003 per sopravvenute complicazioni causate dalla malattia di Parkinson, originate apparentemente da una vecchia lesione cerebrale avvenuta in una corrida.

## Industriale
Fondatore di Persianas Lucy (1952-1982), dirigente Della Levolor-Lorentzen in Sudamerica (1962-1982). Introdusse il concetto di minipersiane nel mercato sudamericano con la Magic Wand

## Patrocinatore, rappresentante di toreri, allevamenti di tori di Lidia ed altri
A cominciare dal 1960 e sino al 1982 patrocinó, diresse e rappresentò molte personalità del mondo taurino coi quali condivise la partecipazione tra i quali Luis Miguel Dominguín, Manolo Martinez, Eloy Cavazos, Palomo Linares, Cesar Girón, Ortega Cano, Miguel Espinosa, Pepe Cáceres ed Ernesto San Roman portando anche la rappresentanza di allevamenti messicani in Venezuela come Los Martinez, Javier Garfia, Mimiahuapan, San Martín y La Gloria. Dovuto a questo incarico ad honorem e alla sua vicinanza all'ex presidente mexicano José López Portillo e a quelli venezuelani Rafael Caldera e Carlos Andres Perez si rese noto anche con il soprannome di Il Diplomatico del Toreo
Nel 1959 Miguel Aceves Mejia, nel film La pallottola sperduta, interpreta il ruolo del torero Carmelo Torres. Nel 1966 Carmelo Torres fa il suo primo giro del mondo portando con sé i suoi arnesi di torero e finisce il suo viaggio in Spagna, era l'anno del campionato mondiale di calcio in Inghilterra. Durante quel viaggio la campagna pubblicitaria sul Digame fu Carmelo Torres, il Giro del Mondo per toreare in Spagna.

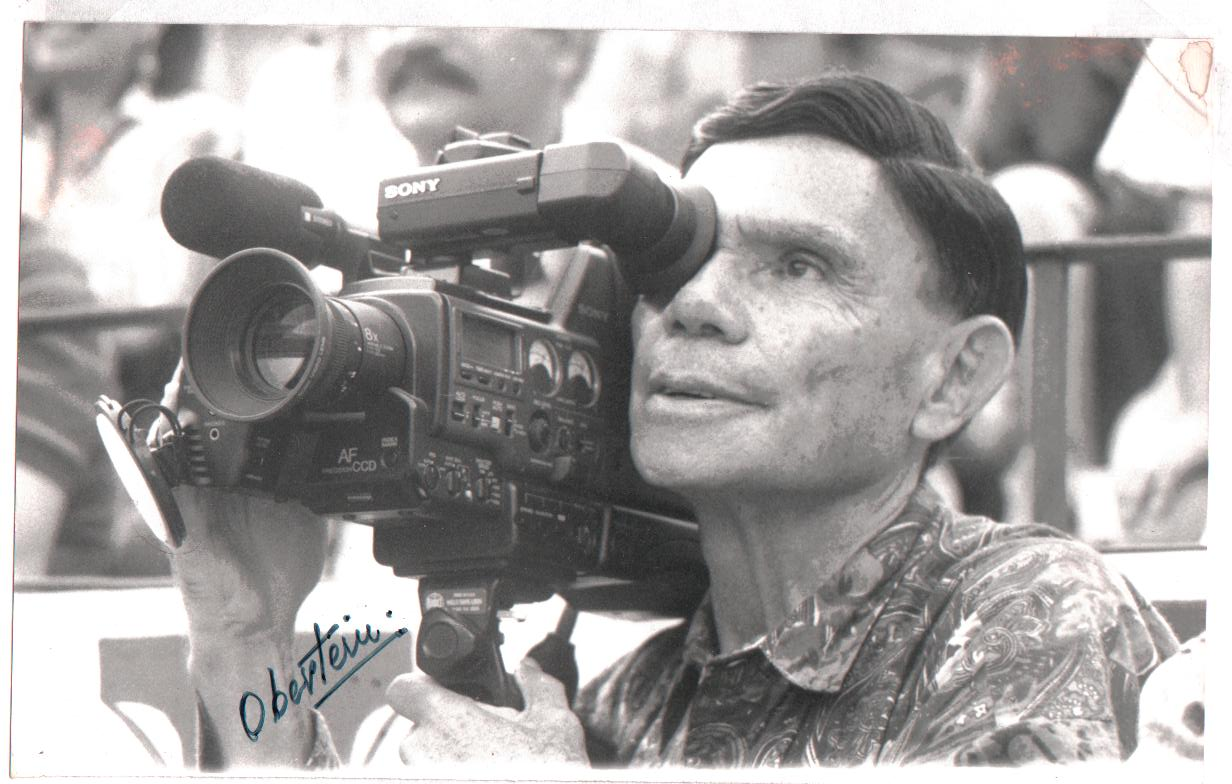
Carmelo Torres come cameraman, photo César Obertein colessione di Cat Fletcher

## Lavoro intellettuale
Nel 1979 fonda, assieme a suo figlio Cat Fletcher, Video Sistema Taurino, la prima ditta specializzata in registrazione di corride di tori in Venezuela, diventando così il videoregistratore ufficiale delle grandi figure della corrida di quell'epoca, nel 1982 questa ditta cambia il suo nome per Estudios Televisivos Internacionales México, Miami, Atlanta, Caracas) per adeguarsi alle diverse produzioni.
- Corrispondente taurino di Venezolana de Televisión (1979-1980)
- Corrispondente taurino di Canale 13 XHDF in Messico (1979-1982)
- Coproduttore assieme a Felo Gimánez della sezione taurina per Deportivas Venevision (1981)
- Produttore esecutivo per Lo Sport nella Città del Messico e la sua funzione nello sviluppo sociale della popolazione (Premio Unesco 1982)
- Corrispondente per RCTV in Messico dove ottiene in esclusiva una intervista con Pedro Vargas per la trasmissione Fantastico e consegna a Mario Moreno Cantinflas il 2 de Oro di questo canale per la sua carriera (1982-1984)
- Collaboratore Della trasmissione Toros y Toreros XEIPN TV, canale 11 Messico (1982-1985)
- Produttore esecutivo di Fiesta de Campeones del Hipodromo de las Americas (1983-1985)
- Produttore esecutivo di Los Toros en el Mundo 2002
- Cronista taurino per il giornale El Universal di Caracas del Venezuela dove scrisse con lo pseudonimo di Cartof CARmelo TOrres Fregoso)
- Corrispondente per El Redondel del Messico (1969-1982
- Corrispondente per Digame per la Spagna (1962-1971)
- Coautore del libro Redondel de Ilusiones con il Dr. Pepe Cabello (1974)
- Autore del libro Audacia (1971). Nel 1991 edita, sotto la direzione di Estudios Televisivos Universales AUDACIA che è in realtà la sua terza opera e seconda in essere pubblicata, anteriormente il Dr. Pepe Cabello pubblicò Redondel de Ilusiones basato sulle cronache che, come Cartof, si pubblicavano sul Universal di Caracas. Non era la prima volta poiché in Messico scrisse sotto lo pseudonimo di El Granero dicendo scherzosamente Granero lo ammazzò il toro Poca –Vergogna ed io ho molta poca vergogna ad essere cronista. La sua prima opera inedita s'intitolò Illusione Rotta un libro che restò incompleto